# Kostel svatého Václava (Rosice, okres Chrudim)
Kostel svatého Václava z 18. století se nalézá na hřbitově na východním okraji obce Rosice v okrese Chrudim. Barokní jednolodní stavba je spolu se samostatně stojící polodřevěnou zvonicí a barokní márnicí chráněná od roku 1958 jako nemovitá kulturní památka.

## Historie
První písemná zmínka o původním farním kostele v obci Rosice u Chrasti pochází z roku 1350 a souvisí se založením biskupství v Litomyšli. Kostel se stal na začátku 15. století utrakvistickým a později evangelickým. Jan Švanda se roku 1635 stal prvním katolickým farářem.
Současný barokní bezvěžový kostel svatého Václava byl postavený ve dvacátých letech 18. století na místě staršího renesančního kostela, z něhož se dochovalo 11 náhrobních kamenů ze 16. století umístěných v interiéru kostela a další 4 náhrobní kameny zazděné do venkovní fasády kostela.

Renesanční náhrobní kameny ve zdi kostela svatého Václava v Rosicích
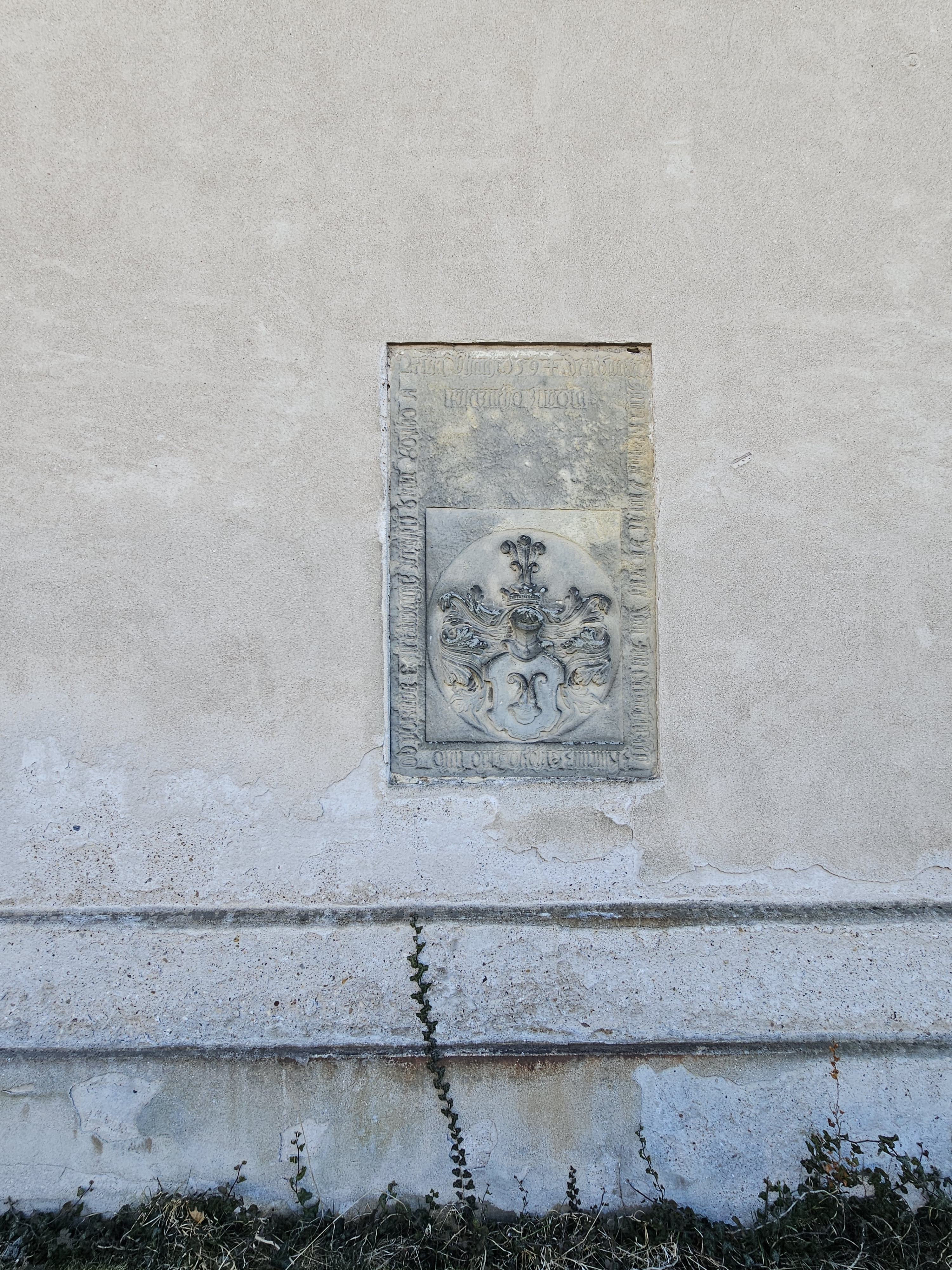
Náhrobek Okrouhlických z Kněnic, 1594
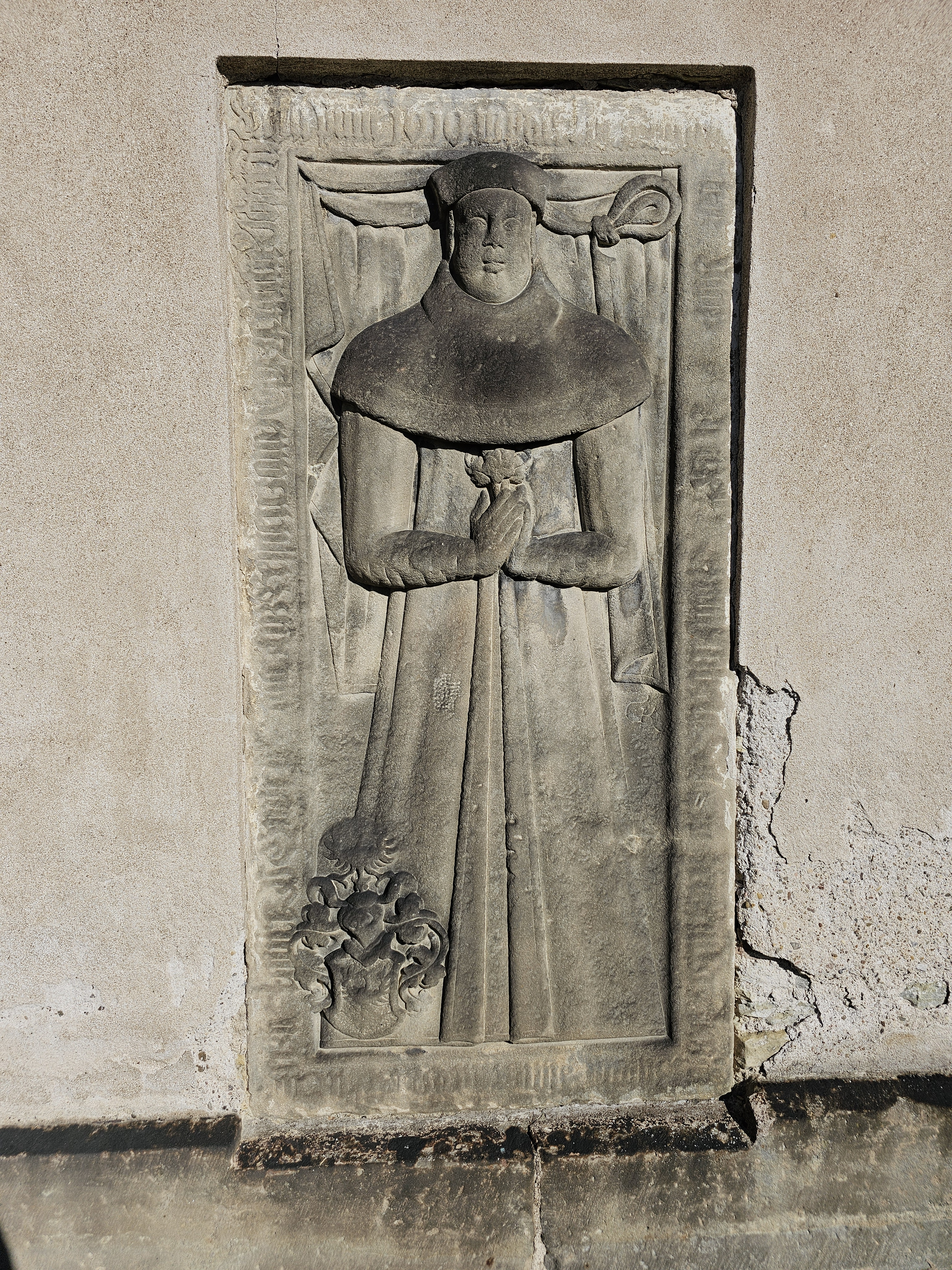
Náhrobek Zásmuckých, 1610
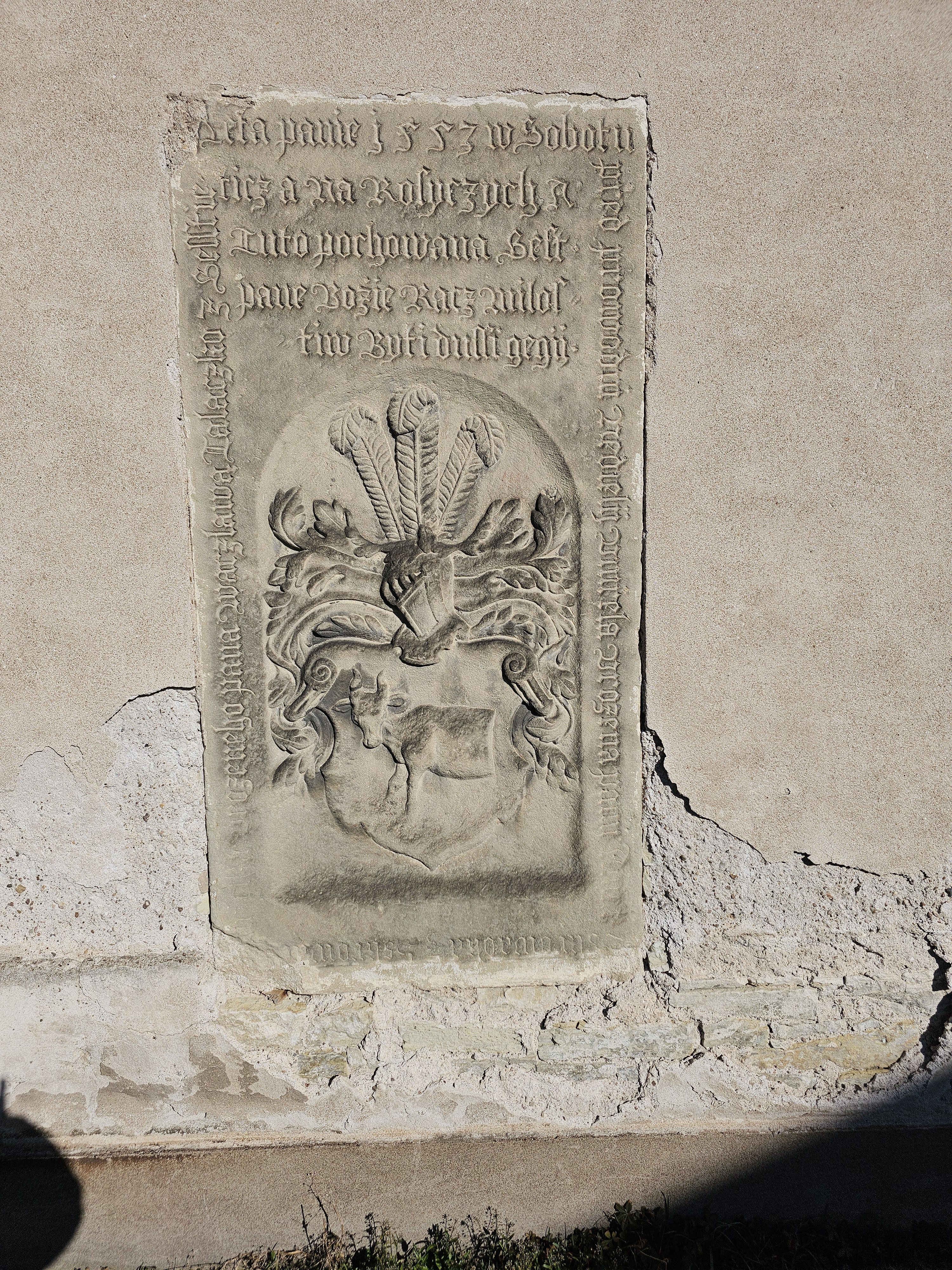
Náhrobek Škrovádských ze Škrovádu, 1533
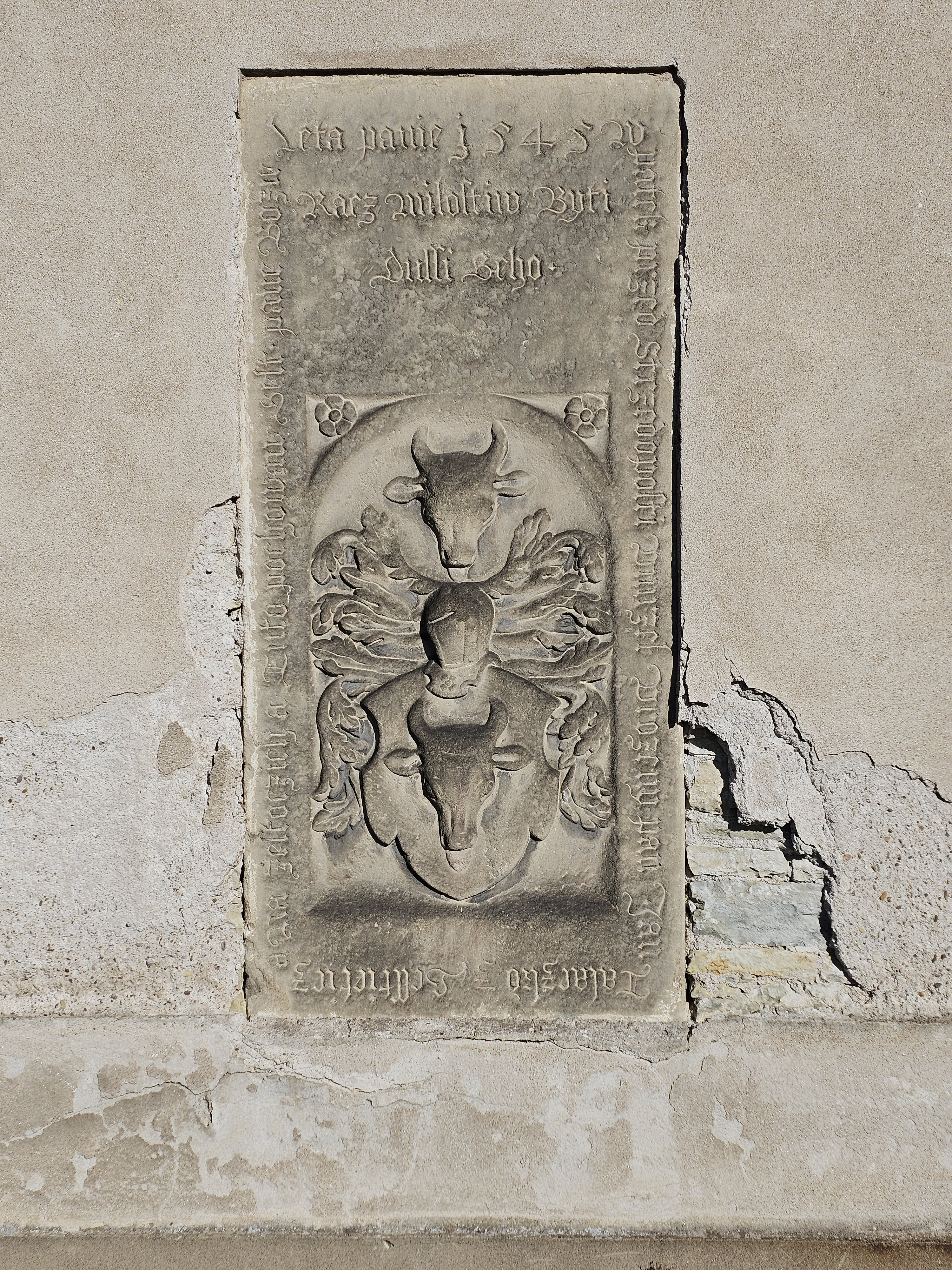
Náhrobek Jana Talacka, 1545

## Popis

### Exteriér
Kostel svatého Václava v Rosicích u Chrasti se nalézá v ohrazeném hřbitově. Bezvěžový kostel je jednolodní stavba obdélného půdorysu s hlavním trojdílným průčelím členěným lisenami směřujícím do silnice a zakončeným barokním štítem s vázami. Hlavní vstup do kostela je v průčelí v kamenném ostění zaklenut segmentem. Nad hlavním vstupem je umístěno další segmentové okno. Ke vstupu do kostela umístěného v mírně předsazeném rizalitu vede dvouramenné schodiště.
Průčelí je ukončeno korunní římsou obíhající kolem celého kostela, nad římsou je umístěn tympanon s prohnutými křídly zakončenými vázami.
Fasády kostela jsou z hladké omítky, zhruba v polovině bočních stran jsou vysunuty rizality. Ve směru od průčelí je kostel osvětlen nejprve dvojicí kruhových oken umístěných nad sebou, po nichž následují čtyři segmentově zaklenutá vysoká okna. Závěr kostela je rovný se skosenými hranami, lemován lisenou, v závěru je přistavěná nízká sakristie s mansardovou střechou krytou eternitovými šablonami, sakristii osvětlují na bocích umístěná čtvercová okna.
Boční vstup do kostela je umístěn na pravé straně kostelní lodi v kamenném ostění. Na levé straně lodi je umístěna další sakristie s mansardovou střechou krytou eternitovými šablonami přístupná vchodem na boku.
Střecha kostelní lodi je sedlová krytá bobrovkami. Nad kněžištěm je umístěna sanktusníková věžička.
Součástí památkově chráněného areálu kostela svatého Václava v Rosicích u Chrasti je i barokní márnice stojící na čtvercovém půdoryse jižně od kostela. Vstup do márnice je umístěn ve stlačeném oblouku s plochou šambránou s pilastry po stranách. Nad vchodem je kruhové okno, nad kterým je umístěna profilovaná obloukovitě vzepjatá římsa. Nad římsou je umístěna atika, na které je postaven štít s uprostřed vpadlým polem a pilastry po stranách. Štít je zakončený kovovým křížem. Střešní krytinu tvoří bobrovky. Vnitřek márnice je zaklenut křížově.
Památkově chráněná je i hranolová zvonice se zděným přízemím a bedněným patrem zakončená sedlovou střechou s taškovou krytinou. Ve zvonovém patře je zachována trojúhelníková zvonová stolice.

### Interiér
Presbytář je zaklenut plackou, v lodi je křížová klenba, stěny člení svazky toskánských pilastrů, kruchta je zděná s vypnutým středem.
Zařízení kostela je rokokové – hlavní oltář s figurálními doplňky a obrazem Zavraždění svatého Václava. Za zmínku stojí rovněž kazatelna z doby okolo roku 1800 s obrazy ze života svatého Václava.

## Galerie

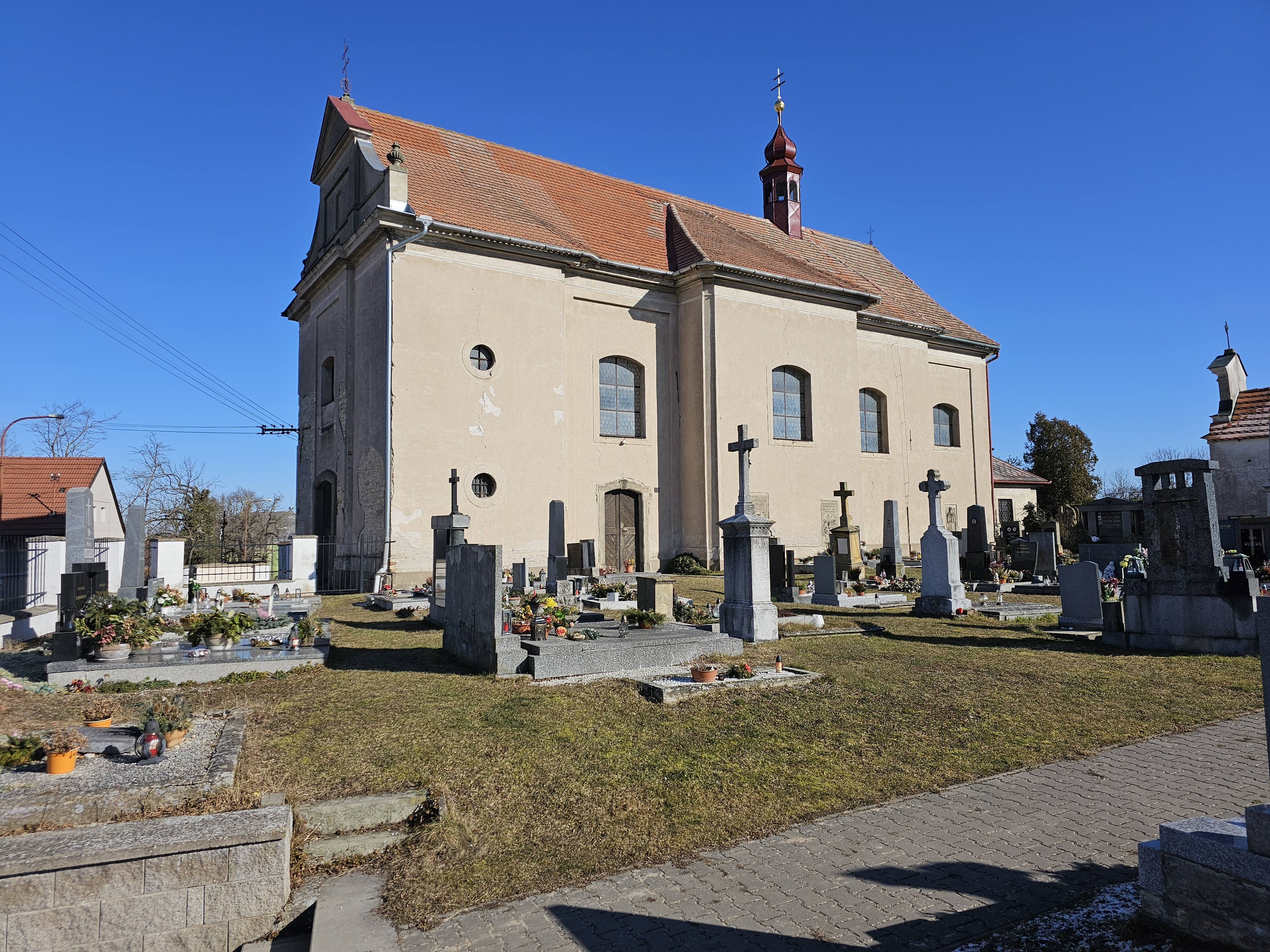
Kostel svatého Václava v Rosicích u Chrasti
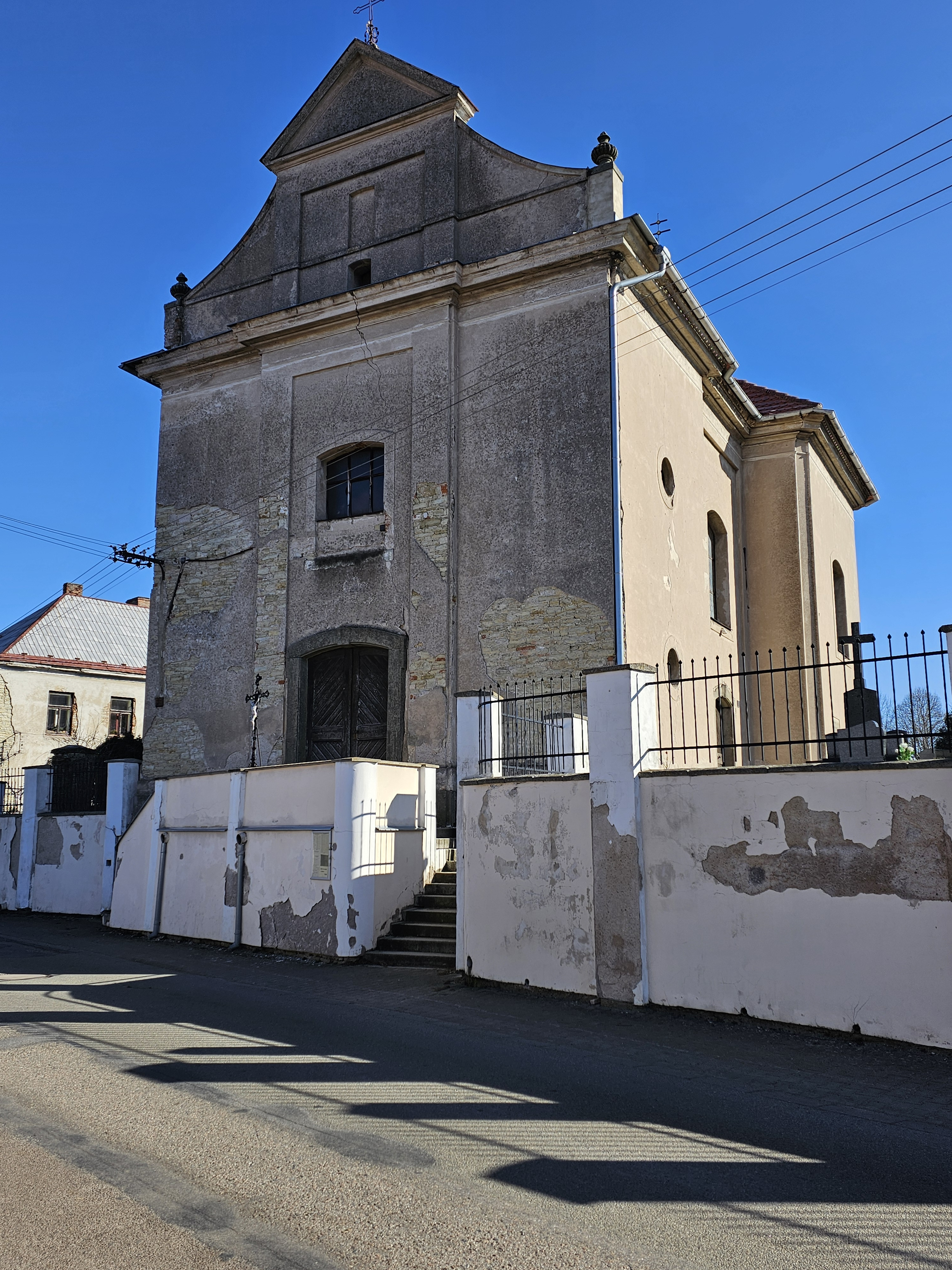
Průčelí
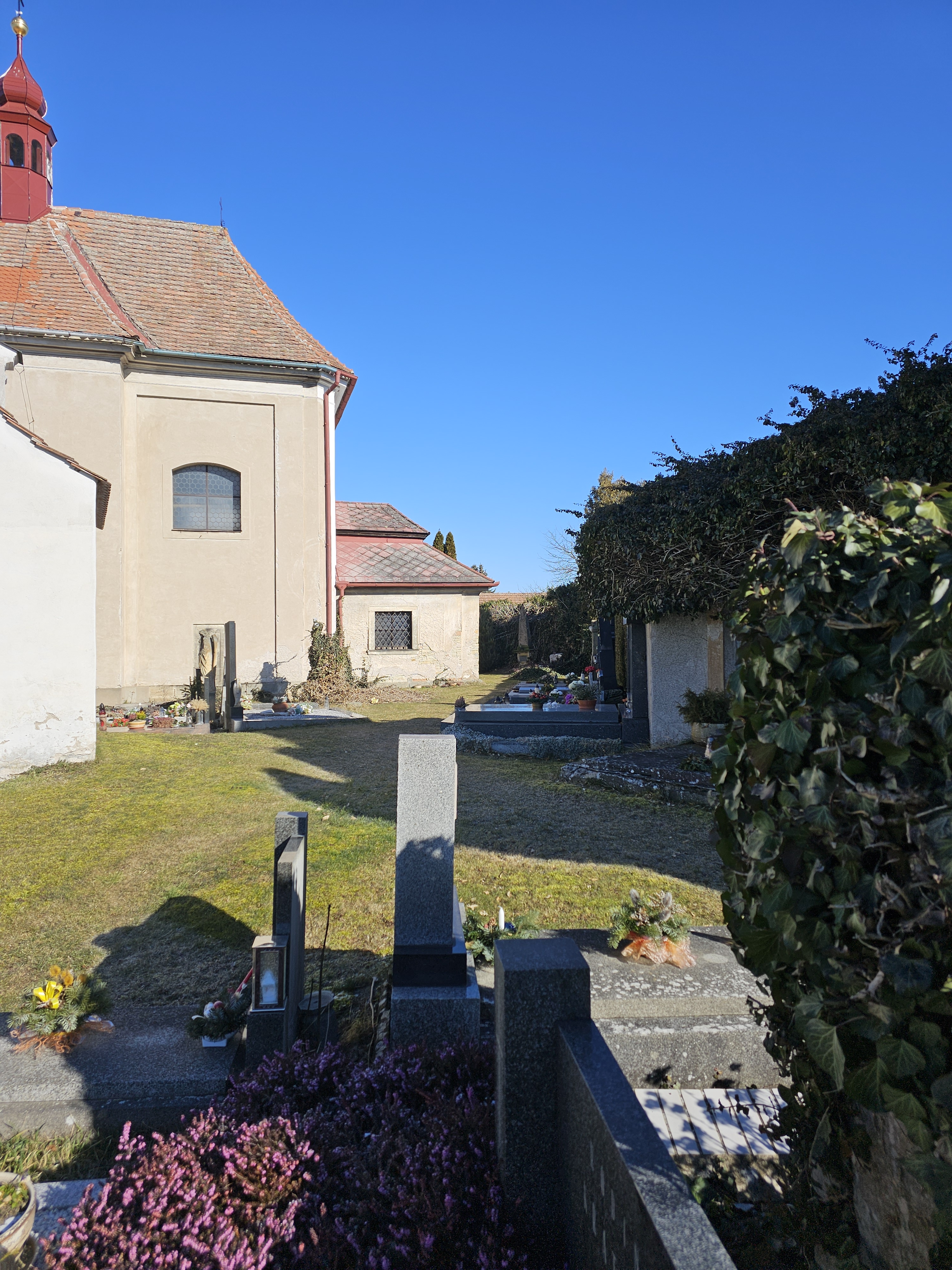
Sakristie
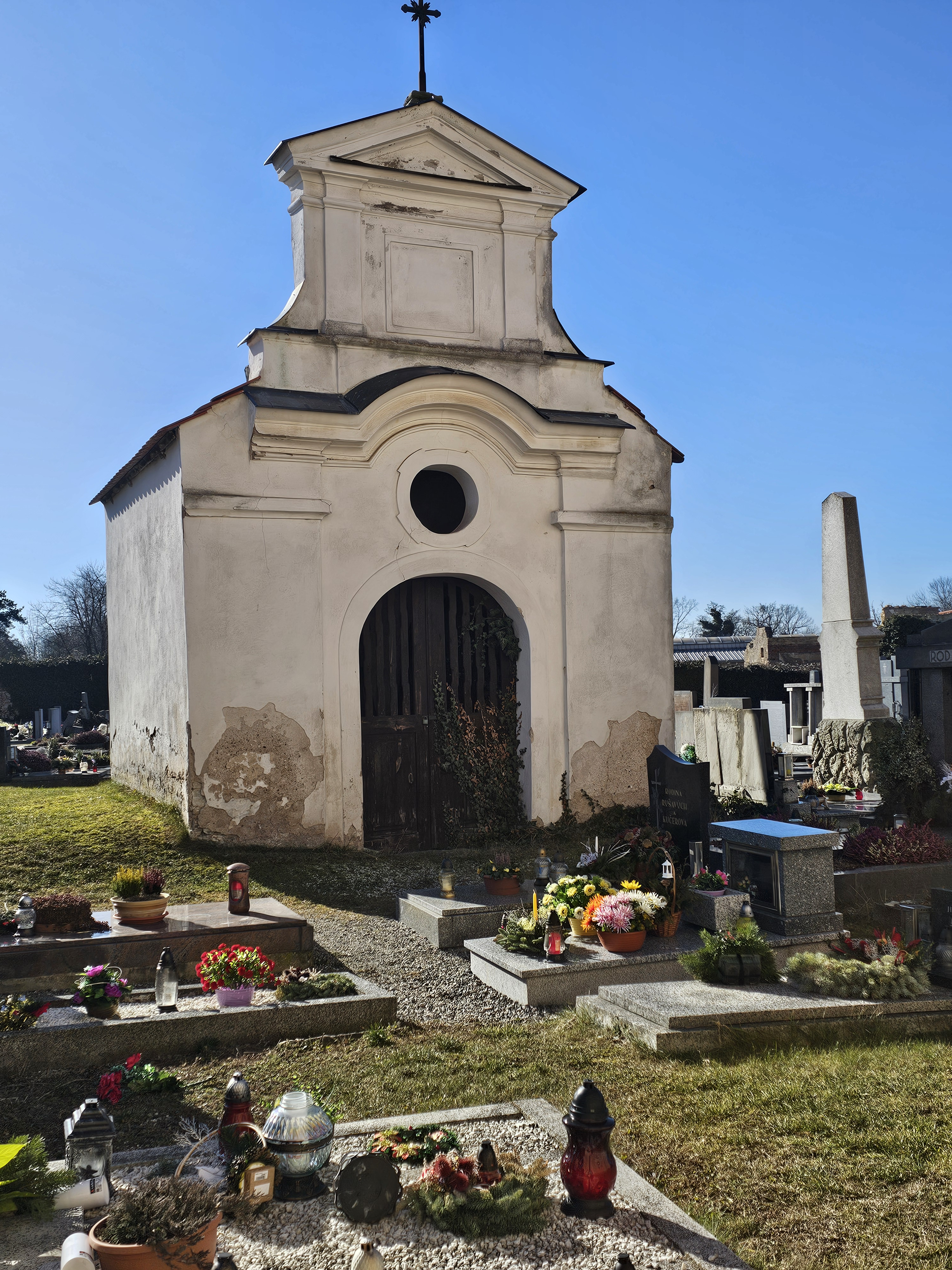
Márnice
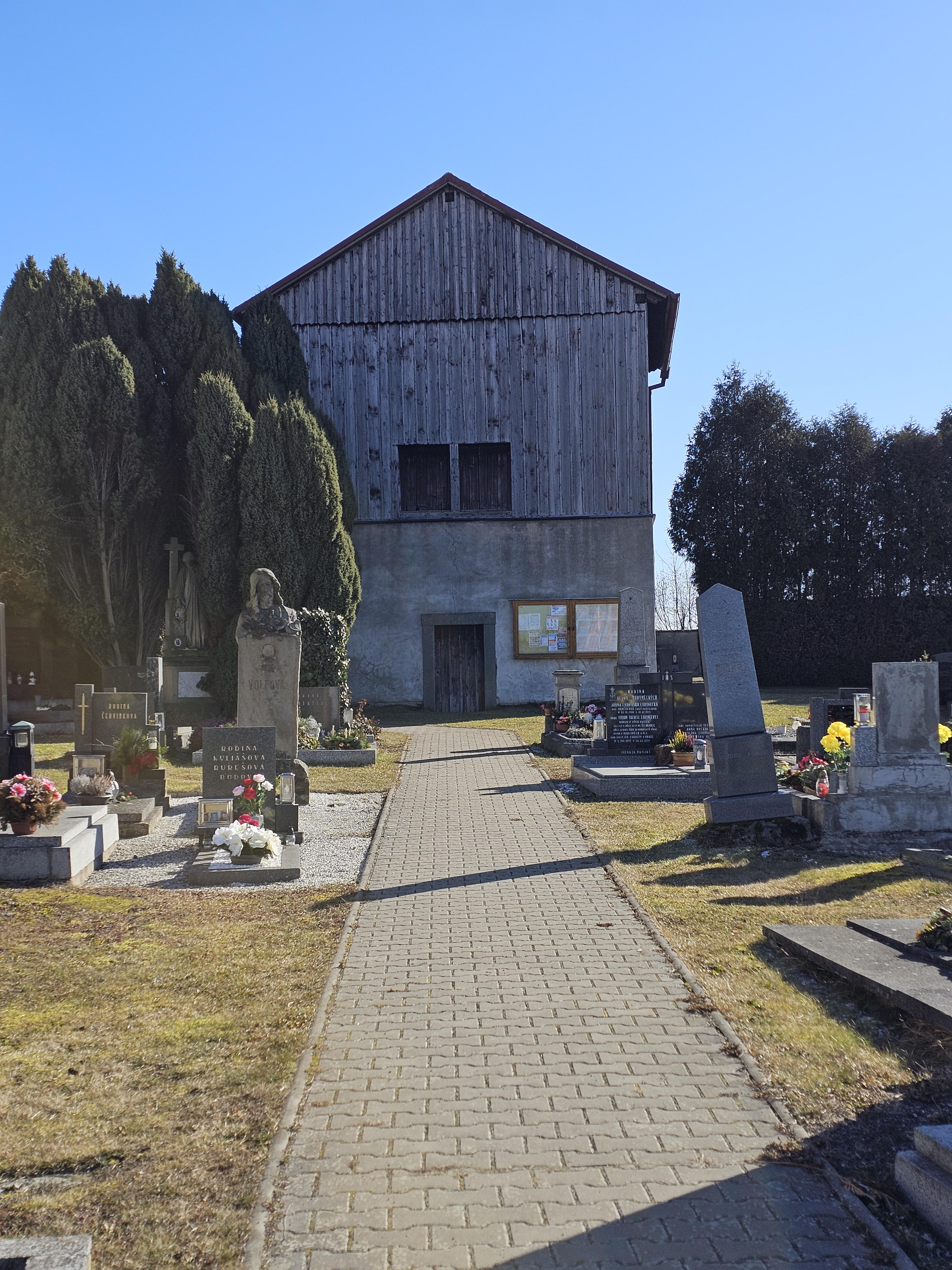
Zvonice